# 蒙金戰爭
蒙金戰爭（1211年～1234年金朝滅亡）是指13世紀時，成吉思汗之大蒙古国摧毁當時位於中國华北、東北及如今俄羅斯遠東地區一帶的金国的戰爭。蒙古軍歷經二十三年成吉思汗、木华黎及其子、拖雷、三子窩闊台汗（1211年八月—1216年，1217年—1224—1227年，1227—1234年3月9日），分三階段，最後通過聯合南宋（宋理宗）的孟珙徹底消滅金朝。這是世界史上著名的君主制小國崛起、以少勝多的戰爭。

## 人口比例
1211年：大蒙古国人口70萬左右，军队15万（其中十万是大蒙古国的蒙古军）（約21.4%）；
金国此时有841.3164万户，5353.2925万人，军队一百万（約1.9%）；
南宋此时有人口8000萬，军队80万（約1.0%）。

## 重要战役
- 秦州之戰 1207年
- 野狐嶺戰役 1211年

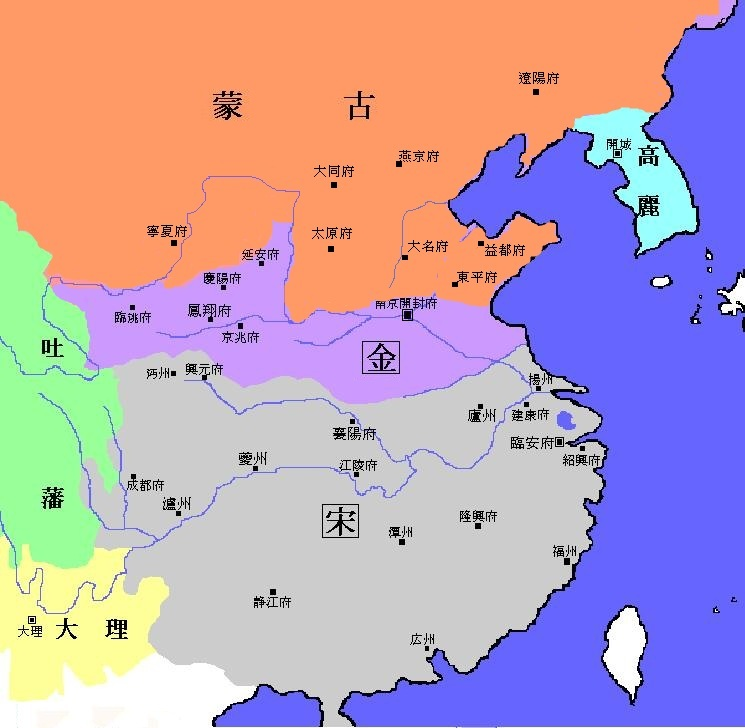
1227年金國形勢圖，金只剩河南地與關中，本年西夏亡國。

- 术赤、察合台、窝阔台攻占云内州、东胜州、武州和朔州之战 1211年
- 铁木真、拖雷攻占乌沙堡、抚州、会河堡和居庸关之战 1211年
- 铁木真攻占西京大同府之战 1212年
- 哲别攻占东京路辽阳府 1212年
- 成吉思汗三路攻金之战 1213年—1214年 ，又称“贞祐之乱”（西路军：术赤、察合台、窝阔台，目标：攻占中都路的怀莱、紫阳关、涿郡、河北西路的真定府和诸州郡县、河东南路的平阳府和诸州郡县、河东北路的太原府和诸州郡县；中路军：铁木真、拖雷；东路军，目标：攻占河北东路的宣德州（今河北宣化）、河间府、大名府路的大名府、彰德府和诸州郡县、山东东路的博州、德州、棣州、滨州、济南府、淄州、益都府、潍州、莱州、密州、莒州、沂州、山东西路的滕州、兖州、济州、东平府等诸州郡县：哈撒儿、铁木哥斡赤斤攻占东京路的锦州和辽阳府和诸州郡县）
- 大兴府中都之战 1212年、1214年、1215年
- 木华黎攻占北京大定府和澄州、葛苏馆路和夏州之战 1214—1215年
- 北京之战 1215年
- 三木合、巴尔秃攻占潼关、南京之战 1216年
- 木华黎再次攻占太原府之战 1218年
- 木华黎再次攻占济南府和益都府之战 1220年
- 木华黎攻占陕北保安和辘州之战 1221年
- 木华黎攻占开德府濮阳之战 1222年
- 木华黎攻占京兆府长安之战 1223年
- 窝阔台攻占凤翔、宝鸡和潼关之战 1230年
- 托雷攻占金州（安康）、光化军、唐州之战 1231年
- 窝阔台攻占白城和郑州之战 1231年
- 三峰山之战 1232年
- 窝阔台攻占南京开封府（汴梁城）、归德府（商丘）之战 蔡州之战1234年

## 战役后续
金哀宗自杀后被火烧，最后被宋军抓住，尸体被切成两块，一块给蒙古，一块给南宋。